# Lažánky (Blansko)
Lažánky jsou vesnice v okrese Blansko s více než 400 obyvateli umístěná v dlouhém údolí Lažáneckého žlebu. Spadá pod město Blansko. Ves se nachází v blízkosti nejvýznamnějších přírodních památek Moravského krasu. Vesnice leží v CHKO Moravský kras. Severně od vesnice se nachází hrad Lečenec, který je též nazýván Lažánky.

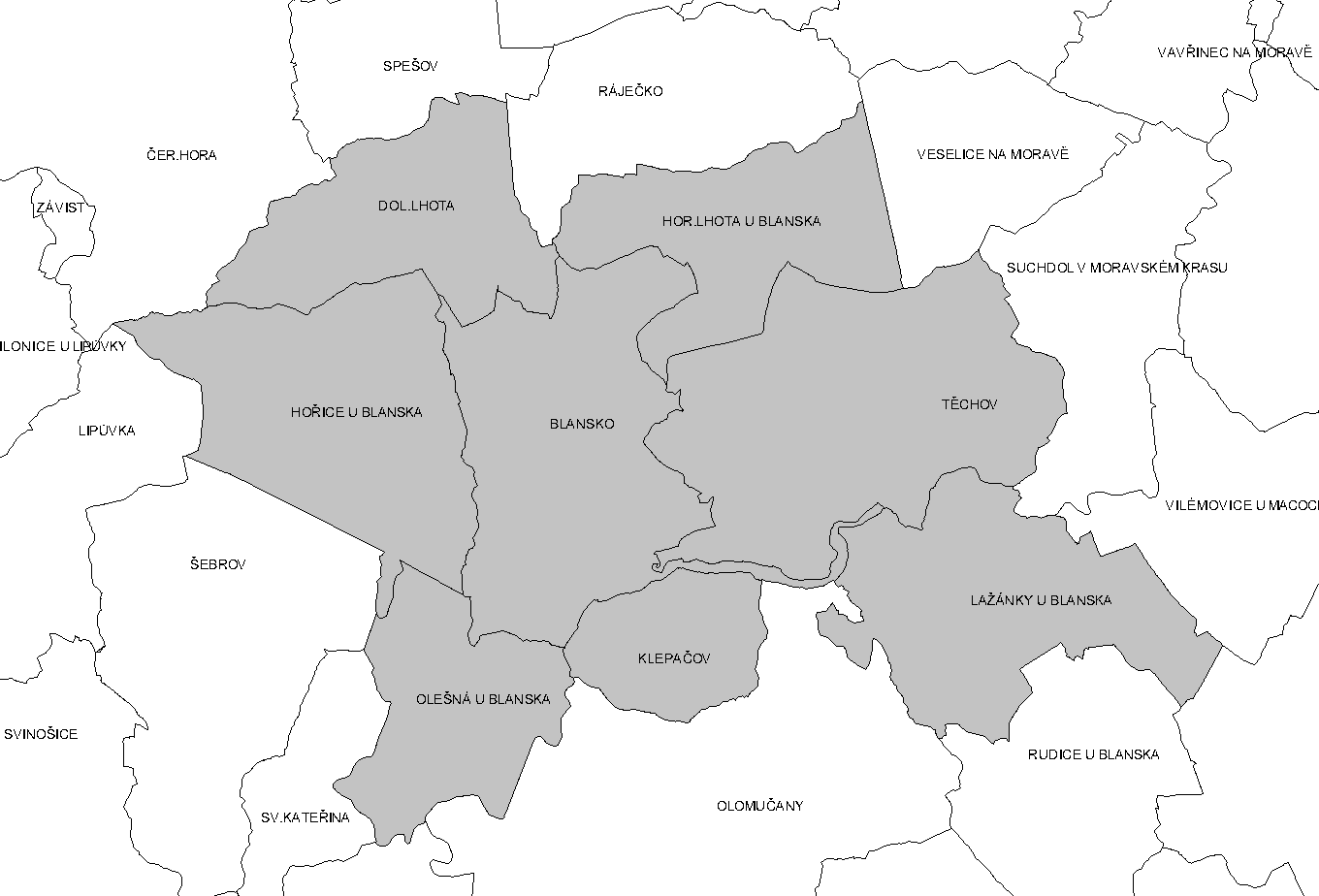
Katastrální členění Blanska

## Historie
První zmínky o Lažánkách pochází z roku 1358. Na začátku 17. století zde bylo 17 domů, z nich bylo po třicetileté válce 9 pustých. V roce 1793 zde bylo 43 domů se 161 obyvateli. V roce 1900 šlo o 87 domů a 815 obyvatel. Škola byla postavena roku 1824, poté, co nedostačovala, byla roku 1880 postavena nová budova.